# Antoniewo (powiat aleksandrowski)
Antoniewo – wieś w Polsce, położona w województwie kujawsko-pomorskim, w powiecie aleksandrowskim, w gminie Bądkowo.
| SIMC    | Nazwa    | Rodzaj    |
| ------- | -------- | --------- |
| 1027410 | Kałęczyn | część wsi |

W latach 1975–1998 miejscowość należała administracyjnie do województwa włocławskiego.